# 証人審問権
証人審問権（しょうにんしんもんけん）とは、刑事被告人が、裁判において証人に審問する機会を与えられる権利のことである。

## 概要
日本において証人審問権は、日本国憲法第37条2項によって保障されている。刑事裁判において被告人が、公費によって自己のために強制の手続によって証人を求め、審問する機会を与えられる権利である。被告人が証人に反対審問する機会が与えられなかった場合、証人の証言は証拠とすることができない。

第37条2項
刑事被告人は、すべての証人に対して審問する機会を充分に与へられ、又、公費で自己のために強制的手続により証人を求める権利を有する。